# 哈维·库兹曼的丛林之书

《哈维·库兹曼的丛林之书》原版封面，1959年巴兰丁图书出版社出版，140页

《哈维·库兹曼的丛林之书》（英語：Harvey Kurtzman's Jungle Book）是美国漫画家哈维·库兹曼1959年面向成人读者的图画小说，与早期在《瘋狂雜誌》等青少年期刊发表的作品截然不同。全书由四个故事组成，讽刺目标包括《神探彼得》私家侦探风格节目，《荒野镖客》等西部影视作品，资本主义出版业的贪婪，弗洛伊德式通俗心理学，以及美国南部乡镇居民对私刑的狂热追求。库兹曼创作的人物古德曼·比弗在书中首度亮相。
库兹曼1952年创办以讽刺为主的《疯狂杂志》，但1956年因财务控制纠纷与出版商娱乐漫画分道扬镳。两次尝试创办类似刊物未果后，库兹曼向巴兰丁图书推荐原创作品《丛林之书》，取代转投其他出版商怀抱的热卖作品《疯狂杂志》。巴兰丁图书接受提议，但在商业角度有所保留。《丛林之书》是美国第一本原创漫画大众市场平装书，虽然销量不佳，但笔法、面向成人的讽刺与幽默，极具实验开拓精彩的对话框，以及超前的页面和版面设计赢得漫画迷与评论界赞誉。

## 内容
书籍全名《哈维·库兹曼的丛林之书：又称猿类进化而来（并马上退化回去）——图文并茂地描绘商人、私家侦探、牛仔，以及其他通过电视、宽银幕电影、石斧等实用艺术手段将人类从黑暗洞穴带向文明之光的英雄人物》，全长140页，是库兹曼独力创作的最长作品。作者无需考虑杂志篇幅限制，在页面和版本节奏上都有开创表现。评论家兼出版商金·汤普森（Kim Thompson）认为，库兹曼的讽刺功底在本书达到顶峰。作者在《疯狂杂志》刊发的作品主要面向青少年读者，《丛林之书》的目标读者是成年人，这在当时的美国漫画中非常罕见。
全书包含四个故事：

### 《宛若私家侦探的塞隆尼乌斯·韦尔伦斯》
塞隆尼乌斯·韦尔伦斯（Thelonius Violence，姓氏意为“暴力”）身边不乏美女，自带爵士背景音乐，说话常用爵士俚语，这是作者恶搞电视剧《神探彼得》（Peter Gunn）以爵士乐编排的动作场面。韦尔伦斯负责保护轻浮的青年女子洛丽塔·纳博科夫（Lolita Nabokov），她因考试作弊受人勒索。暴徒袭击韦尔伦斯，企图把他和纳博科夫分开，但文末表明暴徒和韦尔伦斯是勒索纳博科夫的同伙。
除主角外，作者在本作保留的《神探彼得》元素很少，自认“想为故事增添……亨利·曼西尼风格”。《宛若私家侦探的塞隆尼乌斯·韦尔伦斯》（Thelonius Violence, Like Private Eye）是全书第一个故事，但作者完成创作的时间偏晚，是库兹曼非常喜欢的作品。他对“能够自主掌控故事情节”非常满意，“动作场面和台词都很出色，创作过程需要时间、尝试和努力，但效果不错”。

### 《身穿灰色法兰绒行政制服的组织人士》
古德曼·比弗（Goodman Beaver）是施洛克出版社（Schlock Publications Inc.）编辑，工作期间丧失年轻时的理想，屈于出版界腐败。他不但像公司其他愤世嫉俗的高管一样性骚扰秘书，还大挖公司墙角。
《身穿灰色法兰绒行政制服的组织人士》（The Organization Man in the Gray Flannel Executive Suit）是半自传作品，古德曼·比弗指代作者本人。库兹曼此时已同众多出版商不和，以本作讽刺资本和权势催生出版业腐败。作者在及时漫画（Timely Comics）的经历对作品影响很大，特别是文中的施洛克出版社。及时漫画业主马丁·古德曼（Martin Goodman）便是文中出版商的原型。《身穿灰色法兰绒行政制服的组织人士》以伯特·蘭卡斯特充当杂志编辑原型，休·海夫納是文中《娘娘腔》（girlie）杂志编辑原型。库兹曼从业早期曾为古德曼创作填字游戏，与文中比弗相同。故事标题由20世纪50年代三部畅销小说合并，分别是卡梅伦·霍利的《纵横天下》（Executive Suite，字面意为“行政制服”），斯隆·威尔逊的《一袭灰衣万缕情》（The Man in the Gray Flannel Suit，字面意为“穿灰色法兰绒制服的男人”），以及威廉·H·怀特的《组织人士》（The Organization Man）。

### 《农场强迫症》
《农场强迫症》（Compulsion on the Range）是融西部风与弗洛伊德通俗心理学于一体的讽刺作品。20世纪50年代的西部作品趋于成人化，从心理学角度分析人物行为动机，例如《左手持枪》（The Left Handed Gun）中焦虑缠身的比利小子就是在失去父亲后一心复仇。《农场强迫症》恶搞热门电视剧《荒野镖客》，马歇尔·马特·多林（Marshall Matt Dolin）意指剧中詹姆斯·阿尼斯（James Arness）扮演的美国法警马特·多林，漫画讲述心理学家想搞清楚为什么马歇尔·马特·多林在西部四处追捕约翰尼·林丁（Johnny Ringding），一心要超越对方。
《农场强迫症》是书中第三个故事，但创作时间最早，也是作者最不满意的作品，自认创作期间为图书选定的风格还不完善。故事源自库兹曼创作的连环漫画，《电视指南》曾在1958年退稿。

### 《衰落退化》

库兹曼实验的动作描述手法（图）对阿特·斯皮格曼影响很大

库兹曼非常喜欢《衰落退化》（Decadence Degenerated），故事发生在美國深南部小镇罗滕维尔（Rottenville），这里的生活一向宁静详和，但漂亮女子哈尼·娄（Honey Lou）死于谋杀后，小镇居民将沉默寡言的愛書族西·梅德尼克（Si Mednick）私刑处死，理由居然是“读书人不可信”。镇上警长对私刑视而不见，报导此事的“北方”记者其实不是北方人，而是该州北部人士。
《衰落退化》面世前后，好莱坞把田纳西·威廉斯与威廉·福克納等作家以南方为背景的作品改编成电影。库兹曼第二次世界大战期间曾在德克萨斯州巴黎驻扎，本作源自他的回忆，文中采用的南方俚语是他在美国劳军组织舞会所学。库兹曼称：“我想凭记忆恶搞那个小镇（指巴黎）”。镇上无业游民想象哈尼·娄脱衣服的画面对阿特·斯皮格曼（Art Spiegelman）影响很大，他以此想到漫画或许能用这种方式描绘动作。

## 风格与主题
《丛林之书》是黑白漫画，笔法散漫、粗略而流畅，画面呈灰色水雾效果。作者采用夸张的动画风格，人物形象圆润、流畅、细长。画面渲染简洁，面部通常只有代表眼睛的圆圈，除侧面形象外，大部分女子没有画出鼻子。库兹曼将视听效果融为一体，直面身材矮小的上司施洛克先生时，古德曼·比弗周围到处是代表施洛克言语的对话框，表明施洛克在心理上轻松压倒雇员，比弗虽然愤怒，但无可奈何，只能屈服。
库兹曼以类似手写的表现风格撰写对话，而且不像大部分美国漫画图书那样采用全大写字母。书中对话框偏向细长，经常需要断字，令读者更难阅读。作者绘图采用的纸张上有蓝色线条，印刷时本应不显示这些线条，但库兹曼应用的灰色水雾效果意外导致蓝线更加明显。

库兹曼采用的水雾效果意外导致纸张蓝色线条更明显，会在印刷时显露出来

库兹曼通过《丛林之书》嘲讽人类的无能，无法达成梦想又要自欺欺人。书中讽刺目标还包括平平无奇、感染力大打折扣的娱乐作品。书中女子都显得格外婀娜，而且大多有显著物化倾向，仅有《衰落退化》中的山姆（Sam）例外，但这不过是因为她的形象非常丑恶。

## 出版
1952年，库兹曼在娱乐漫画（EC Comics）创办彩色讽刺漫画《瘋狂雜誌》，1955年改为黑白漫画杂志。1956年，他与出版社业主威廉·盖恩斯（William Gaines）发生财务控制权纠纷后离职。1957年，他在休·海夫納的经济支持下尝试出版新杂志《王牌》（Trump），但只发两期便停刊。接下来库兹曼与《疯狂杂志》和《王牌》的画家合伙出版《骗子》（Humbug），但实在无利可图，坚持11期后在1958年停办。库兹曼此时有老婆和三个孩子要养，房子已经抵押贸款，经济压力很大，对出版业前景深感幻灭，人也变得愤世嫉俗。
库兹曼在娱乐漫画工作期间曾负责巴兰丁图书出版社出版的前五期《疯狂杂志》，杂志一直非常畅销，销售额以百万计。库兹曼离职后无法再获得杂志版稅收入，盖恩斯还将杂志上库兹曼的名字删除。1958年，盖恩斯将巴兰丁图书转让，加入签章图书（Signet Books）。伊恩·巴兰丁（Ian Ballantine）打算取代《疯狂杂志》 ，库兹曼推荐原创平装漫画图书。库兹曼在巴兰丁图书颇具威望，他以出版社编辑伯纳德·希尔·克里夫（Bernard Shir-Cliff）寄来的明信片为灵感源头，创作《疯狂杂志》吉祥物阿尔弗雷德·纽曼（Alfred E. Neuman）。巴兰丁曾出版《骗子文摘》（The Humbug Digest），规格和素材都与库兹曼市场反响不佳的《骗子》杂志相同。
平装书的页面尺寸比杂志小，库兹曼打算按新尺寸创作原创内容，同时转载巴兰丁图书出版的《疯狂杂志》素材填补空缺。巴兰丁出于信任接受库兹曼的提议，但还有所保留。库兹曼对《疯狂杂志》创作影响举足轻重，但巴兰丁仍然担心读者更多是信赖杂志本身的名气，而非作者大名。1959年1月，库兹曼与巴兰丁签订合同，出版商预付1500美元，出版后作者提成每本四个百分点的版税，最迟要在同年5月1日交稿144页漫画。合同上约定的书名是《欢乐套餐》（Pleasure Package），库兹曼为此画出封面，但最后改成《哈维·库兹曼的丛林之书》。
《丛林之书》于1959年9月出版，是美国第一本原创漫画大众市场平装书，定价35美分，页面规格11×18厘米，纸张和印刷品质都很一般。初版共印刷15万本，对巴兰丁图书出版社而言比较少。图书销售疲软，虽向购买本书的读者赠送作者主编《救命》（Help!）杂志订阅资格，但整整五年都只卖出7.8万本，出版社要卖出10.7万本才能达到收支平衡。巴兰丁最后将积压的图书打浆处理，并中止与库兹曼的合作。
库兹曼自称“实在很喜欢这种规格”，对图书滞销颇感遗憾。他本已开始创作至少一部科幻恶搞作品，但在写完两页后放弃。他本计划在《丛林之书》畅销后继续创作同样规格图书。库兹曼在20世纪60年代主编《救命》杂志，《衰落退化》便刊在第二期。1969年，地下漫画《黄狗》（Yellow Dog）第15期转载《农场强迫症》。
1986年，厨房水槽出版社再版《丛林之书》并采用豪华精装本规格，页面、图画尺寸都与原版画作相同，并有阿特·斯皮格曼创作的序言。
2014年，黑马漫画发行第一卷《库兹曼必读》系列图书，其中就有《丛林之书》。该系列采用厨房水槽图书品牌，约翰·林德（John Lind）主编并设计，其中还有出版社撰写的文章、漫画家吉尔伯特·谢尔顿（Gilbert Shelton）执笔的前言，以及罗伯特·克朗姆和彼得·波普拉斯基（Peter Poplaski）就本书接受的访谈等新内容。黑马漫画的版本还译成法语，序言改为喬治·沃林斯基创作，获2018年安古蘭國際漫畫節“遴选遗产”称号。

## 反响

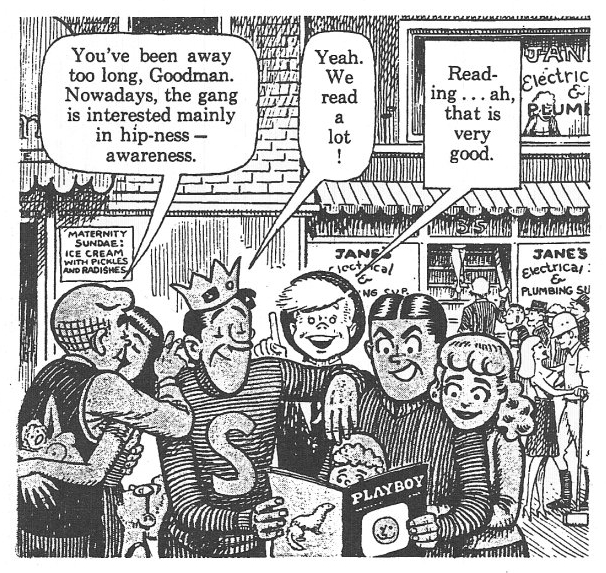
20世纪60年代初，库兹曼在《救命》杂志延续古德曼·比弗的故事，威尔·艾尔德绘图

《丛林之书》销量不佳，但颇得粉丝和收藏家青睐。地下漫画先驱乔尔·贝克（Joel Beck）、丹尼斯·基汀（Denis Kitchen）、杰伊·林奇（Jay Lynch）、斯潘·罗德里格斯（Spain Rodriguez）、吉尔伯特·谢尔顿、阿特·斯皮格曼、斯基普·威廉姆森（Skip Williamson）及罗伯特·克朗布（Robert Crumb）都对本书颇感钦佩，克朗布就称“《哈维·库兹曼的丛林之书》是巴兰丁图书出版社难得的杰作”。古德曼·比弗的故事在《救命》杂志延续，威尔·艾尔德（Will Elder）绘图，后与库兹曼一起把连环漫画改编收入《小安妮·芬妮》（Little Annie Fanny），在《花花公子》杂志刊登。
为库特曼立传的丹尼斯·基汀和保罗·布勒（Paul Buhle）认为，《丛林之书》堪称图画小说前身。库兹曼曾于1954年设想将查尔斯·狄更斯的《小氣財神》改编成类似漫画图书，并在1962年开始尝试，计划创作100页，并邀请长期合作的杰克·戴维斯（Jack Davis）改写。但因找不到出版商，库兹曼在完成七页后放弃。图画小说直到1978年才开始流行，唐·麦格雷戈（Don McGregor）与保罗·古拉西（Paul Gulacy）合著的《军刀》（Sabre），威尔·埃斯纳的《与上帝有约》都在这年面世，其中《与上帝有约》同样由四个独立故事组成。这些作品出版时，漫画爱好者已自成组织，爱好者杂志和直接市场更能接纳类似创新。
1999年，《漫画期刊》（The Comics Journal）评选“20世纪百大英语漫画”，《丛林之书》与库兹曼参与创作的另外四部作品并列排名第26。金·汤普森认为本书热卖与否对漫画史影响之大无与伦比，如果不是将大量精力花在教学、绘制插画，以及《小安妮·芬妮》上，库兹曼的成就将超乎想象。汤普森称赞《丛林之书》是漫画史上的杰出成就，作品失败更令人痛心不已。此外，哈维奖是以哈维·库兹曼命名，商标人物形象源自《丛林之书》封底的作者自画像。

## 脚注
1. 1 2 3 4 5  Harris-Fain 2012，第331頁.
2. ↑  Thompson 1999; Spiegelman 1988，第vii頁.
3. 1 2  Thompson 1999.
4. 1 2 3 4 5  Spiegelman 1988，第vii頁.
5. 1 2 3 4  Rothschild 1995，第67頁.
6. ↑  Luciano 1987，第49頁.
7. 1 2 3  Schreiner 1988，第xi頁.
8. ↑  Kitchen & Buhle 2009，第152頁; Schreiner 1988，第xi頁.
9. 1 2  Rothschild 1995，第67頁; Spiegelman 1988，第viii頁.
10. 1 2  Harris-Fain 2012，第332頁.
11. 1 2  Schreiner 1988，第xii頁; Kitchen & Buhle 2009，第153頁.
12. 1 2 3 4  Schreiner 1988，第xii頁.
13. ↑  Kitchen & Buhle 2009，第22頁.
14. ↑  Kitchen & Buhle 2009，第155頁.
15. 1 2 3  Luciano 1987，第50頁.
16. ↑  Kitchen 2014，第22頁.
17. 1 2  Kitchen & Buhle 2009，第153頁.
18. 1 2 3 4 5  Harris-Fain 2012，第334頁.
19. ↑  Kitchen & Buhle 2009，第157頁; Spiegelman 1988，第viii頁.
20. ↑  Schreiner 1988，第xi頁; Luciano 1987，第50–51頁.
21. 1 2 3 4 5  Kitchen & Buhle 2009，第152頁.
22. ↑  Kitchen 2014，第12頁.
23. 1 2 3 4 5  Kitchen & Buhle 2009，第151頁.
24. ↑  Spiegelman 1988，第viii頁.
25. 1 2 3 4  Kitchen 2014，第15頁.
26. ↑  Kitchen & Buhle 2009，第150–151頁.
27. 1 2 3 4 5 6  Kitchen 2014，第23頁.
28. 1 2 3  Kitchen 2014，第16頁.
29. ↑  Corliss 2004，第4頁; Kitchen & Buhle 2009，第151頁; Luciano 1987，第49頁.
30. ↑  Kitchen 2014，第14頁.
31. ↑  Kitchen & Buhle 2009，第150–151, 153頁.
32. ↑  Cooke & Roach 2001，第225頁.
33. ↑  Estren 1993，第54–55頁.
34. ↑  Rothschild 1995，第66頁.
35. ↑  Heater 2015.
36. ↑  Reece 2015.
37. 1 2  Frauenfelder 2015.
38. ↑  MacDonald 2017.
39. ↑  Groth 2006，第127頁.
40. ↑  Spiegelman 1988，第viii頁; Schreiner 1988，第xii頁.
41. ↑  Kitchen & Buhle 2009，第160頁; Schreiner 1988，第xii頁.
42. 1 2  Kitchen & Buhle 2009，第160頁.
43. ↑  Boyd 2008，第2頁.
44. ↑  Boyd 2008，第2頁; Kitchen & Buhle 2009，第160頁.
45. ↑  Kitchen 2014，第24頁.
46. ↑  Spurgeon 1999，第64, 86, 92, 108頁.
47. ↑  Thompson 1999，第73頁; Kitchen 2014，第23–24頁.
48. ↑  Kitchen & Buhle 2009，第149頁.

### 图书
- Boyd, Todd. . ABC-CLIO. 2008  [2021-02-05]. ISBN 978-0-313-06408-1. （原始内容存档于2021-03-02）.
- Cooke, Jon B.; Roach, David A. . TwoMorrows Publishing. 2001  [2021-02-05]. ISBN 978-1-893905-08-5. （原始内容存档于2021-04-20）.
- Estren, Mark James.  2. Ronin Publishing. 1993 [1974]  [2021-02-05]. ISBN 978-0-914171-64-5. （原始内容存档于2021-03-02）.
- Groth, Gary. . Groth, Gary; Sadowski, Greg  (编). . The Comics Journal Library 7. Fantagraphics Books. 2006: 126–129. ISBN 978-1-56097-755-1.
- Harris-Fain, Darren.  (PDF). Beaty, Bart; Weiner, Stephen  (编). . Salem Press. 2012: 331–335  [2016-04-03]. ISBN 978-1-58765-950-8. （原始内容 (PDF)存档于2016-04-03）.
- Kitchen, Denis; Buhle, Paul. . Harry N. Abrams. 2009. ISBN 978-0-8109-7296-4.
- Kitchen, Denis. . Lind, John  (编). . Dark Horse Comics. 2014: 11–24. ISBN 978-1-63008-150-8.
- Rothschild, D. Aviva. . . Libraries Unlimited. 1995: 66–67  [2021-02-05]. ISBN 978-1-56308-086-9. （原始内容存档于2021-03-02）.
- Schreiner, Dave. . . Kitchen Sink Press. 1988: xi–xii. ISBN 978-0-87816-033-4.
- Spiegelman, Art. . . Kitchen Sink Press. 1988: vii–ix. ISBN 978-0-87816-033-4.

### 报刊杂志
- Corliss, Richard. . Time. 2004-05-05  [2012-10-21]. （原始内容存档于2013-08-17）.
- Luciano, Dale. Spurgeon, Tom , 编. . The Comics Journal. 1987-09, (117): 49–66. ISSN 0194-7869.
- Spurgeon, Tom. Spurgeon, Tom , 编. . The Comics Journal. 1999-02, (210): 34–108. ISSN 0194-7869.
- Thompson, Kim. Spurgeon, Tom , 编. . The Comics Journal. 1999-02, (210): 73. ISSN 0194-7869.

### 网页
- Frauenfelder, Mark. . Boing Boing. 2015-02-18  [2021-02-05]. （原始内容存档于2020-10-27）.
- Heater, Brian. . Tech Times. 2015-09-26  [2021-02-05]. （原始内容存档于2018-06-18）.
- Reece, Gregory L. . PopMatters. 2015-03-12  [2021-02-05]. （原始内容存档于2019-04-25）.
- Frauenfelder, Mark. . Boing Boing. 2015-02-18  [2021-02-06]. （原始内容存档于2020-10-27）.
- MacDonald, Heidi. . The Beat. Superlime Media. 2017-11-30  [2021-02-06]. （原始内容存档于2021-03-02）.。